# Минералогија
Минералогија је једна од наука о Земљи која се бави изучавањем минерала, њиховог хемијског састава, кристалне структуре и физичких својстава. Посебне дисциплине у минералогији изучавају процесе настанка минерала и појавне облике, баве се класификацијом минерала, њиховом географском дистрибуцијом (распрострањењем) као и могућностима употребе. Минералогијом се баве минералози.

## Историјски развој
О најранијим познатим изучавањима, претпоставкама и теорији минералогије пронађени су записи из античке Вавилоније, потом античког грчко-римског периода, античког и доба средњег века Кине, и записи прана на санскриту из древне Индије, као и у делима древног исламског света. Ипак, прве систематске научне студије минерала и стена јавиле су се тек у Европи у периоду након ренесансе. Оправданост и потврде изучавања минералогије успостављени су на основама кристалографије и микроскопских изучавања стена (препарата) са појавом микроскопа у 17. веку.
Николас Стено је први пут приметио закон константности међуфазних углова (такође познат као први закон кристалографије) у кристалима кварца 1669. године.‍:4 Ово је касније генерализовао и експериментално установио Жан-Баптист Л. Роме де Лиљ 1783. године. Рене Жист Аиј, „отац модерне кристалографије“, показао је да су кристали периодични и установио да се оријентације кристалних површина могу изразити у терминима рационалних бројева, као што је касније кодирано у Милеровим индексима.‍:4 Године 1814, Јенс Јакоб Берзелијус је увео класификацију минерала засновану на њиховој хемији, а не на њиховој кристалној структури. Вилијам Никол је развио Николову призму, која поларизује светлост, 1827–1828 док је проучавао фосилизовано дрво; Хенри Клифтон Корби је показао да се танки делови минерала могу идентификовати по њиховим оптичким својствима помоћу поларизационог микроскопа.‍:4‍:15 Џејмс Д. Дејна је 1837. објавио своје прво издање Система минералогије и у каснијем издању уведена је хемијска класификација која је и даље стандард.‍:4‍:15 Дифракцију рендгенских зрака демонстрирао је Макс фон Лауе 1912. године, а развио ју је у алат за анализу кристалне структуре кристала тима отац/син Вилијама Хенрија Брага и Вилијама Лоренца Брага.‍:4

## Физичка минералогија
Физичка минералогија изучава физичке особине минерала. Описом физичких карактеристика најлакше се идентификују, класификују и категоришу минерали. При том се између осталог узимају у обзир: кристални систем, облик кристала, ближњење, цепљивост и прелом, сјајност, боја, огреб, тврдоћа, густина минерала, магнетна и електрична својства; радиоактивност и растворљивост у хлороводонику (HCl).‍:97–113‍:39–53
Тврдоћа се одређује упоређивањем са другим минералима. На Мосовој скали, стандардни сет минерала је нумерисан по растућој тврдоћи од 1 (талк) до 10 (дијамант). Тврђи минерал ће загребати мекши, па се у ову скалу може ставити непознати минерал, по томе који га минерал гребе и који га гребе. Неколико минерала као што су калцит и кијанит имају тврдоћу која значајно зависи од правца.‍:254–255 Тврдоћа се такође може мерити на апсолутној скали помоћу склерометра; у поређењу са апсолутном скалом, Мосова скала је нелинеарна.‍:52
Издржљивост се односи на начин на који се минерал понаша, када је сломљен, згњечен, савијен или искидан. Минерал може бити крт, савитљив, сектилан, дуктилан, флексибилан или еластичан. Важан утицај на отпорност има врста хемијске везе (нпр. јонска или метална).‍:255–256
Од осталих мера механичке кохезије, цепање је тенденција ломљења дуж одређених кристалографских равни. Описује се квалитетом (нпр. савршен или добар) и оријентацијом равни у кристалографској номенклатури.
Раздвајање је тенденција да се ломе дуж равни слабости услед притиска, братимљења или раскидања. Тамо где се ове две врсте лома не дешавају, прелом је мање уредан облик који може бити конхоидан (имати глатке кривине које подсећају на унутрашњост шкољке), влакнаст, иверан, исцепкан (назубљен са оштрим ивицама) или неравномеран.‍:253–254
Ако је минерал добро кристализован, он ће такође имати карактеристичан кристални хабитус (на пример, хексагонални, стубасти, ботриоидални) који одражава кристалну структуру или унутрашњи распоред атома.‍:40–41 На њега такође утичу кристални дефекти и ближњење. Многи кристали су полиморфни, имају више од једне могуће кристалне структуре у зависности од фактора као што су притисак и температура.‍:66–68‍:126

## Кристална структура
Кристална структура је распоред атома у кристалу. Представљена је решетком тачака која понавља основни образац, назван јединична ћелија, у три димензије. Решетка се може окарактерисати по својој симетрији и по димензијама јединичне ћелије. Ове димензије су представљене са три Милерова индекса.‍:91–92 Решетка остаје непромењена одређеним операцијама симетрије око било које тачке у решетки: рефлексија, ротација, инверзија и ротирајућа инверзија, комбинација ротације и рефлексије. Заједно, они чине математички објекат који се назива група кристалографских тачака или кристална класа. Постоје 32 могуће класе кристала. Поред тога, постоје операције које померају све тачке: врше транслацију, заврћу осовину и клизе по равни. У комбинацији са симетријама тачака, они формирају 230 могућих просторних група.‍:125–126
Већина департмана за геологију има опрему за дифракцију рендгенских зрака на праху за анализу кристалних структура минерала.‍:54–55 Рендгенски зраци имају таласне дужине истог реда величине као и растојања између атома. Дифракција, конструктивна и деструктивна интерференција између таласа расутих на различитим атомима, доводи до карактеристичних образаца високог и ниског интензитета који зависе од геометрије кристала. У узорку који је самлевен у прах, рендгенски зраци узоркују случајну дистрибуцију свих оријентација кристала. Дифракција праха може разликовати минерале који могу изгледати исто у ручном узорку, на пример кварц и његове полиморфе тридимит и кристобалит.‍:54
Изоморфни минерали различитог састава имају сличне узорке дифракције праха, а главна разлика је у размаку и интензитету линија. На пример, кристална структура NaCl (халита) је просторна група Fm3m; ову структуру деле силвит (KCl), периклаз (MgO), бунсенит (NiO), галена (PbS), алабандит (MnS), хлораргирит (AgCl) и осборнит (TiN).‍:150–151

## Хемијски елементи
Неколико минерала су хемијски елементи, укључујући сумпор, бакар, сребро и злато, али велика већина су једињења. Класична метода за идентификацију састава је влажна хемијска анализа, која укључује растварање минерала у киселини као што је хлороводонична киселина (HCl). Елементи у раствору се затим идентификују колориметријом, волуметријском анализом или гравиметријском анализом.‍:224–225
Од 1960. године, већина хемијских анализа се ради помоћу инструмената. Једна од њих, атомска апсорпциона спектроскопија, слична је влажној хемији по томе што узорак још увек мора бити растворен, али је много бржа и јефтинија. Раствор се испари и његов апсорпциони спектар се мери у видљивом и ултраљубичастом опсегу.‍:225–226 Друге технике су флуоресценција рендгенских зрака, томографија атомском сондом за анализу помоћу електронске микросонде и оптичка емисиона спектрографија.‍:227–232

### Асоцијације
- American Federation of Mineral Societies
- French Society of Mineralogy and Crystallography
- Geological Society of America
- German Mineralogical Society
- International Mineralogical Association
- Italian Mineralogical and Petrological Society
- Mineralogical Association of Canada
- Mineralogical Society of Great Britain and Ireland
- Mineralogical Society of America